# Sudamericano Juvenil de Rugby 1982
El Sudamericano Juvenil de Rugby de 1982 fue el sexto torneo de del deporte para menores de 18 años (M18) y lo organizó la Unión de Rugby del Uruguay en Montevideo.
Se jugó un pentagonal con el sistema de todos contra todos y los diez partidos se disputaron en la cancha del Montevideo Cricket Club.

## Equipos participantes
- Selección juvenil de rugby de Argentina
- Selección juvenil de rugby de Brasil
- Selección juvenil de rugby de Chile
- Selección juvenil de rugby de Paraguay
- Selección juvenil de rugby de Uruguay

## Posiciones
| Pos. | Equipo    | Encuentros | Encuentros | Encuentros | Encuentros | Tantos  | Tantos    | Tantos     | Puntos |
| Pos. | Equipo    | jugados    | ganados    | empatados  | perdidos   | a favor | en contra | diferencia | Puntos |
| ---- | --------- | ---------- | ---------- | ---------- | ---------- | ------- | --------- | ---------- | ------ |
| 1    | Argentina | 4          | 4          | 0          | 0          | 165     | 25        | + 140      | 8      |
| 2    | Uruguay   | 4          | 3          | 0          | 1          | 63      | 54        | + 9        | 6      |
| 3    | Paraguay  | 4          | 2          | 0          | 2          | 69      | 62        | + 7        | 4      |
| 4    | Chile     | 4          | 1          | 0          | 3          | 88      | 91        | - 3        | 2      |
| 5    | Brasil    | 4          | 0          | 0          | 4          | 23      | 176       | - 153      | 0      |

Nota: Se otorgan 2 puntos al equipo que gane un partido, 1 al que empate, 0 al que pierda

## Resultados[1]
| 11 de octubre | Uruguay | 9 - 7 | Paraguay | cancha del MVCC, Montevideo, Uruguay  |  |
|               |         |       |          | Árbitro(s): Efraím J. Sklar Argentina |  |
| 1             |         |       |          |                                       |  |

| 12 de octubre | Paraguay | 19 - 14 | Chile | cancha del MVCC, Montevideo, Uruguay |  |
|               |          |         |       | Árbitro(s): Paulo Brejon Brasil      |  |
| 2             |          |         |       |                                      |  |

| 12 de octubre | Argentina | 63 - 6 | Brasil | cancha del MVCC, Montevideo, Uruguay |  |
|               |           |        |        | Árbitro(s): Víctor Fadul Paraguay    |  |
| 3             |           |        |        |                                      |  |

| 14 de octubre | Argentina | 41 - 6 | Chile | cancha del MVCC, Montevideo, Uruguay  |  |
|               |           |        |       | Árbitro(s): Jorge Sanguinetti Uruguay |  |
| 4             |           |        |       |                                       |  |

| 14 de octubre | Uruguay | 21 - 4 | Brasil | cancha del MVCC, Montevideo, Uruguay |  |
|               |         |        |        | Árbitro(s): Víctor Fadul Paraguay    |  |
| 5             |         |        |        |                                      |  |

| 15 de octubre | Argentina | 30 - 7 | Paraguay | cancha del MVCC, Montevideo, Uruguay |  |
|               |           |        |          | Árbitro(s): Paulo Brejon Brasil      |  |
| 6             |           |        |          |                                      |  |

| 16 de octubre | Paraguay | 36 - 9 | Brasil | cancha del MVCC, Montevideo, Uruguay |  |
|               |          |        |        | Árbitro(s): Víctor Muñoz Chile       |  |
| 7             |          |        |        |                                      |  |

| 16 de octubre | Uruguay | 27 - 12 | Chile | cancha del MVCC, Montevideo, Uruguay  |  |
|               |         |         |       | Árbitro(s): Efraím J. Sklar Argentina |  |
| 8             |         |         |       |                                       |  |

| 17 de octubre | Chile | 56 - 4 | Brasil | cancha del MVCC, Montevideo, Uruguay  |  |
|               |       |        |        | Árbitro(s): Jorge Sanguinetti Uruguay |  |
| 9             |       |        |        |                                       |  |

| 17 de octubre | Uruguay | 6 - 31 | Argentina | cancha del MVCC, Montevideo, Uruguay |  |
|               |         |        |           | Árbitro(s): Víctor Muñoz Chile       |  |
| 10            |         |        |           |                                      |  |

| Bandera de Argentina |
| Campeón Argentina    |
| Quinto título        |